# Chris Simpkins
Chris John Simpkins TD (nacido en 1950) es un diplomático británico que se desempeñó como Jefe Ejecutivo de las Islas Malvinas entre enero marzo de 2003 y 12 de septiembre de 2007.
Antes de su nombramiento en las Malvinas, Chris Simpkins fue director Ejecutivo del Consejo de Distrito Sur de Holanda en Lincolnshire, Inglaterra. En 2007, Simpkins dejó las Malvinas para convertirse en director general de la Legión Real Británica.